# Васильева, Людмила Николаевна (поэтесса)
Васи́льева Людми́ла Никола́евна (15 марта 1930 года деревня Тарханка Аксубаевского района Татарстана — 11 июня 1949 год) — чувашская поэтесса

## Биография
Отец Людмилы был учителем.
В 1934 году его избирают председателем колхоза.
В 1935 году в правление колхоза несколько раз приходит колхозный фельдшер, выписывает зерно, после чего его продав пропивает. После этого Николай Васильев решает выгнать колхозного фельдшера из правления колхоза. За это бывший фельдшер решает наказать Николая — он его травит.
Мать Людмилы была безграмотной крестьянкой. Оставшись одна вместе с тремя детьми, двоих не смогла уберечь. Старшая сестра Людмилы, Зоя, тоже погибла в юном возрасте, в 24 года.
Людмила в 1938 году пошла учиться в Тарханскую начальную школу.
В 1942 она окончила 4 класса, в связи с бедственным положением в семье пошла работать в колхоз.
В 1945 году она вновь садится за школьную парту. Школу оканчивает на отлично, получает Почётную грамоту.
После окончания школы она идёт учиться в Чистопольский сельхозтехникум для обучения на бухгалтера.
В 1948 году она бросает учёбу в нём и поступает в Аксубаевское педучилище.
Людмила любила спорт, хорошо бегала на лыжах. Однажды в районном кроссе она заняла первое место. Вспотев на кроссе, она из овражного колодца испила холодную воду, после чего тяжело заболела.
Лишь после того, как болезнь её свалила с ног, она обратилась в Чистопольскую больницу. Поначалу её не хотели даже принимать, мотивируя тем, что её болезнь зашла слишком далеко. Но девушка не сдалась, ответила, что она никуда не уйдёт, здесь и умрёт. После чего её всё же положили в больницу.
Полечив два месяца, Людмилу, так и не выздоровевшую, отправили домой. Через шесть месяцев она умерла от кровотечения.
В течение 4 дней перед смертью она написала поэму из 620 строк «Асӑнмалӑх» (На память, 1949), которую после напечатали во многих газетах и журналах.